# Utilisation des plantes dans l'espace

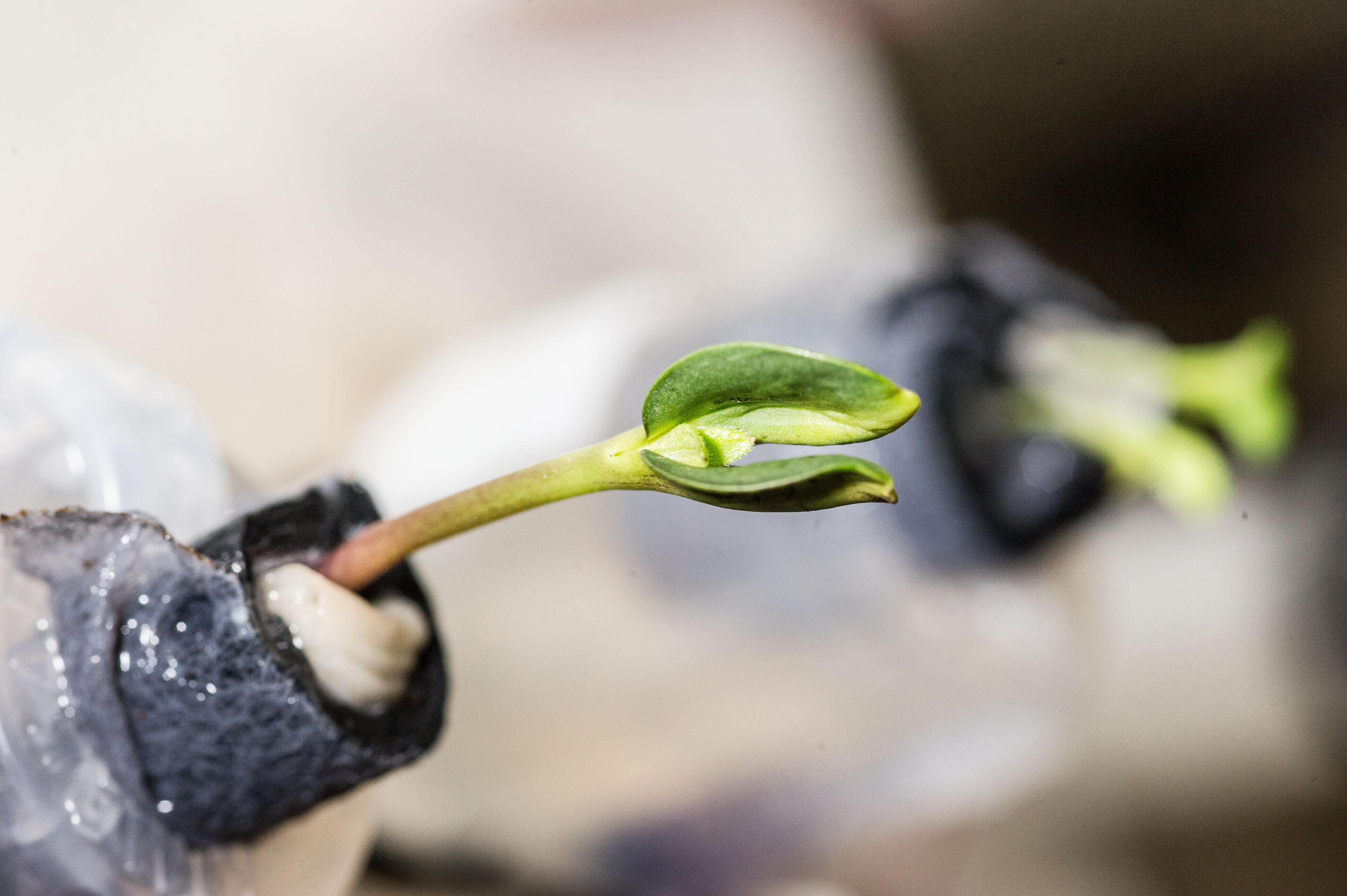
Un jeune plant de tournesol à bord de la station spatiale internationale.

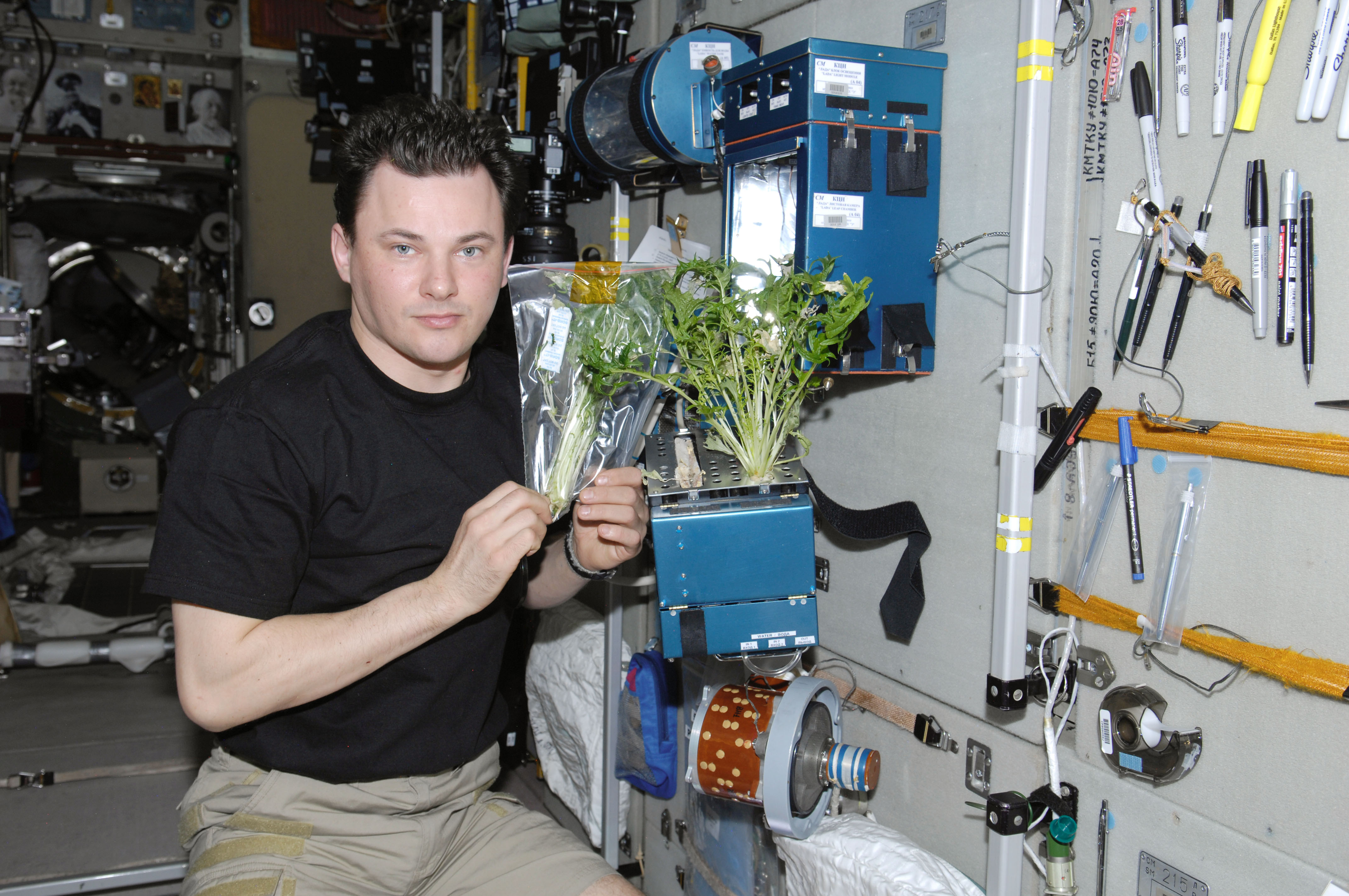
Expérience biologique dans le module Zvezda de la station spatiale internationale.

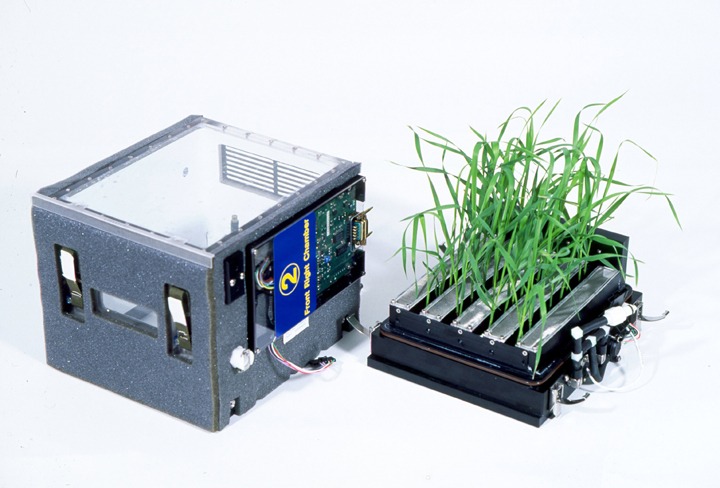
Expérience BPS.

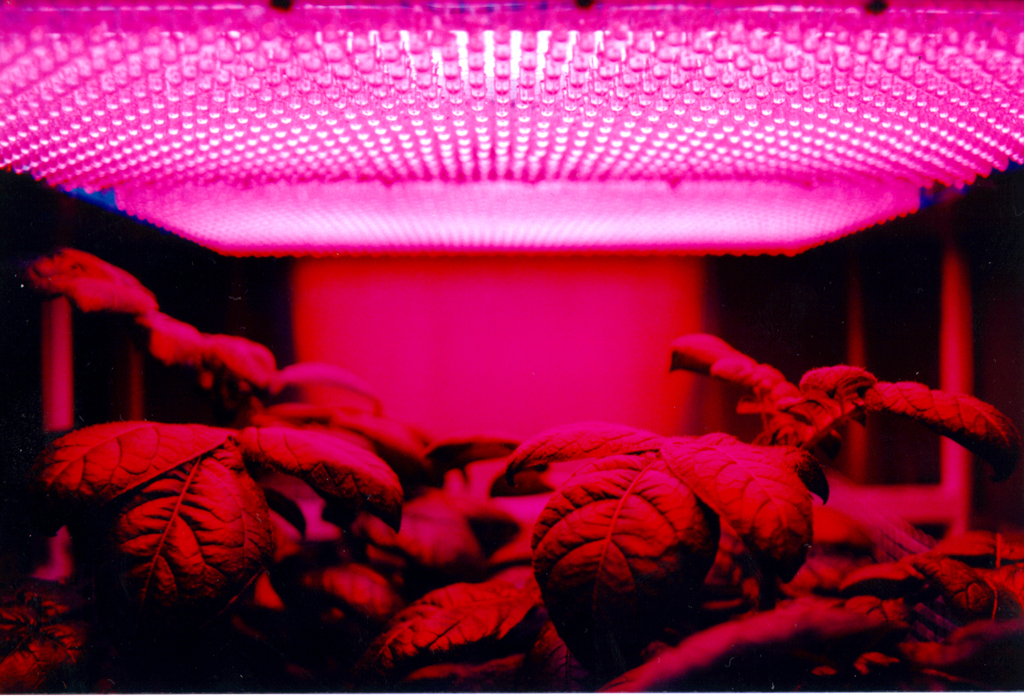
Expérience ASTROCUTLURES.

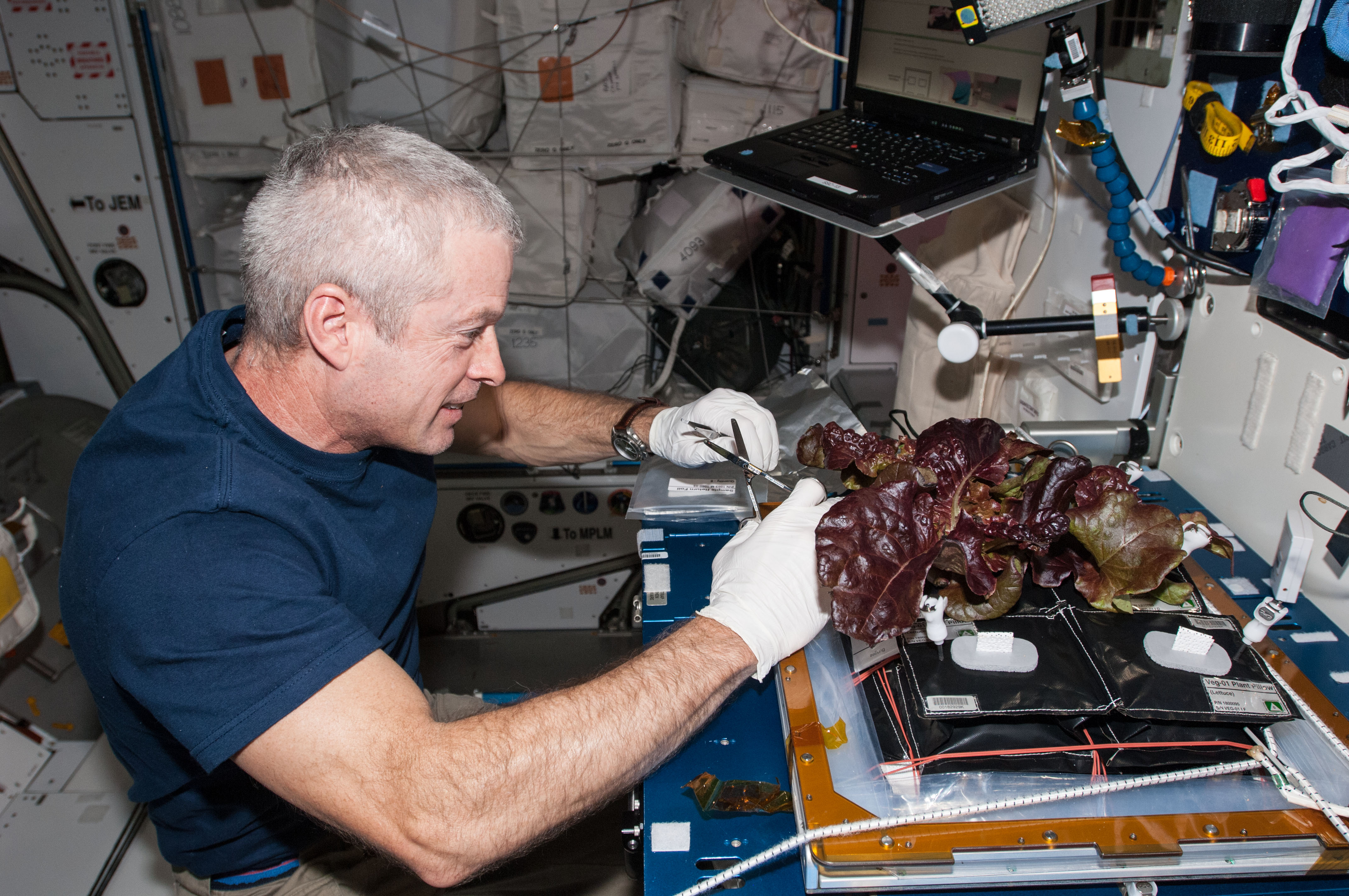
Récoltes de salade à bord de la station spatiale internationale à des fins d'analyse.

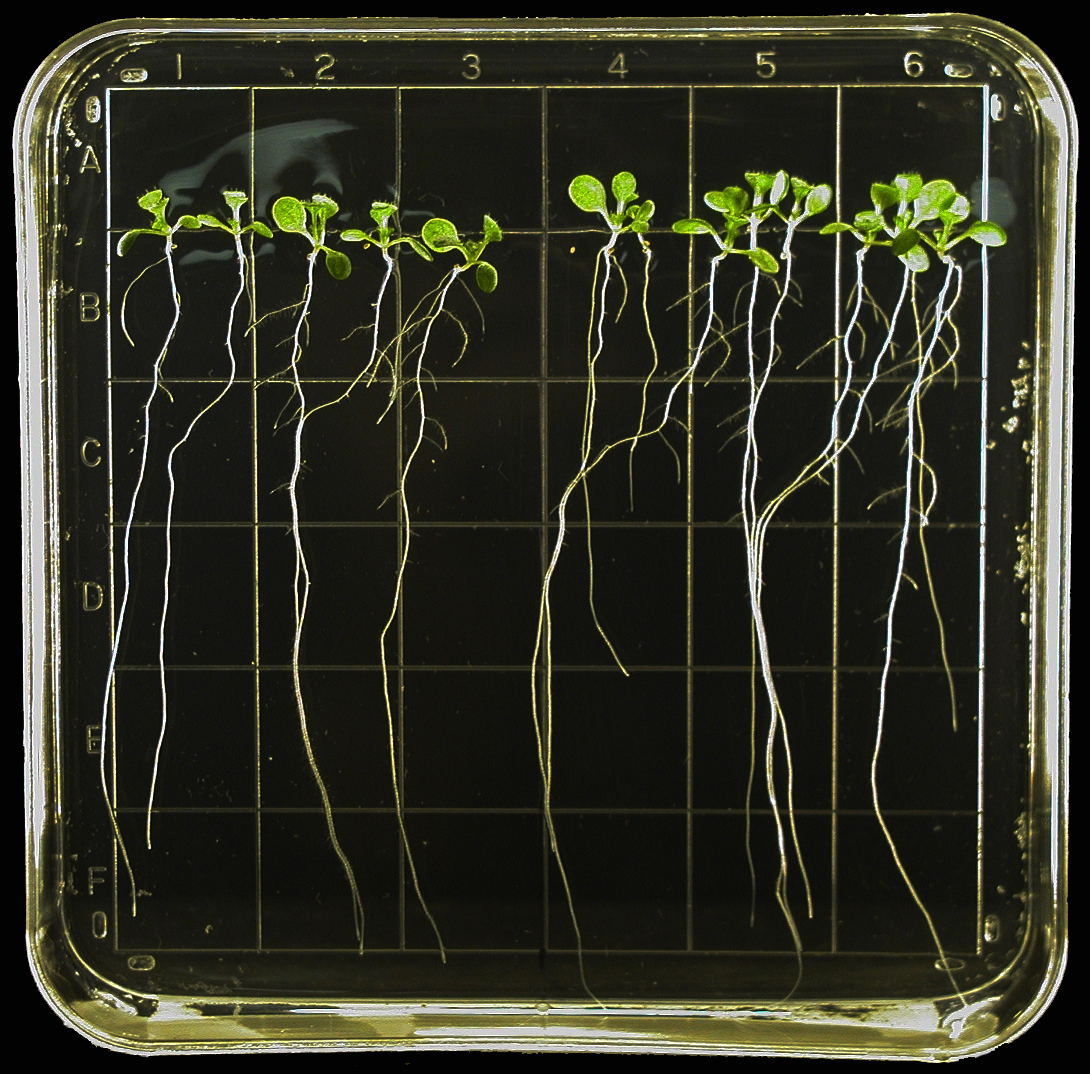
Arabette des dames pousse dans du gel transparent pour permettre l'étude de sa croissance.

Les plantes sont utilisées dans l'espace à la fois à des fins de recherche fondamentale (comportement des plantes en absence de gravité) et dans la perspective d'applications pratiques comme le renouvellement de l'atmosphère ou l'alimentation des équipages.

## Apport des plantes dans l'environnement spatial
Dans un environnement spatial, à bord de vaisseaux ou de stations spatiales, les plantes présentent potentiellement plusieurs applications pratiques :
- Elles absorbent le gaz carbonique et en extraient l'oxygène, et en même temps contrôlent l'humidité[3]
- Elles peuvent jouer un rôle psychologique bénéfique pour les équipages des vols spatiaux de longue durée[3]

Les plantes doivent être cultivées dans un jardin spatial adaptées aux contraintes de leur environnement. Des recherches sont en cours sur la manière dont les plantes se comportent en l'absence de gravité et sur  les différents types d'éclairage qui pourraient être utilisés.

## Historique des expériences spatiales sur les plantes
Les premiers organismes végétaux envoyés dans l'espace étaient des variétés de graines sélectionnées spécifiquement à cet effet qui ont été lancés à une altitude de 134 km le 9 juillet 1946 par une fusée-sonde américaine de type V-2. Ces échantillons n'ont jamais été récupérés. Les premières graines qui ont séjourné dans l'espace et ont été récupérées avec succès sont des graines de maïs, lancées le 30 juillet 1946. Peu après suivirent du riz et du coton. Ces premières expériences de biologie dans le cadre de vol suborbitaux donc très brefs (quelques minutes) ont été menées par l'université Harvard et le centre de recherche navale (Naval Research Laboratory). Ils avaient pour objectif d'étudier l'exposition aux radiations des tissus vivants. En 1971, 500 graines d'arbre (le pin à encens Pinus taeda, le sycomore, le liquidambar, le séquoia, et le pin de Douglas) ont fait le tour de la Lune avec Apollo 14. Ces graines « lunaires » ont été ensuite plantées et ont grandi sur Terre à côté de graines témoins n'ayant jamais quitté la Terre sans qu'aucune différence significative ne soit détectée.
La serre spatiale SVET-2 mise en place en 1997 à bord de la station spatiale Mir a permis d'observer la croissance de plantes à partir de graines. Le satellite Bion 5 (en), consacré aux expériences biologiques, a emporté des graines de Daucus carota et Bion 7 a emporté du maïs. À bord de la Station spatiale internationale l'expérience de culture de plantes Biomass Production System a été suivie de VEGGIE (Vegetable Production System). Les plantes testées dans VEGGIE comprenaient la laitue, le cardon, les radis, le chou chinois et les petits pois. Une expérience à bord de la station spatiale Skylab a étudié les effets de la gravité et de la lumière sur les plants de riz,. Dans une expérience, des racines de fleurs ont grandi normalement malgré l'absence de gravité.

## Liste d'expériences sur les plantes réalisées dans l'espace

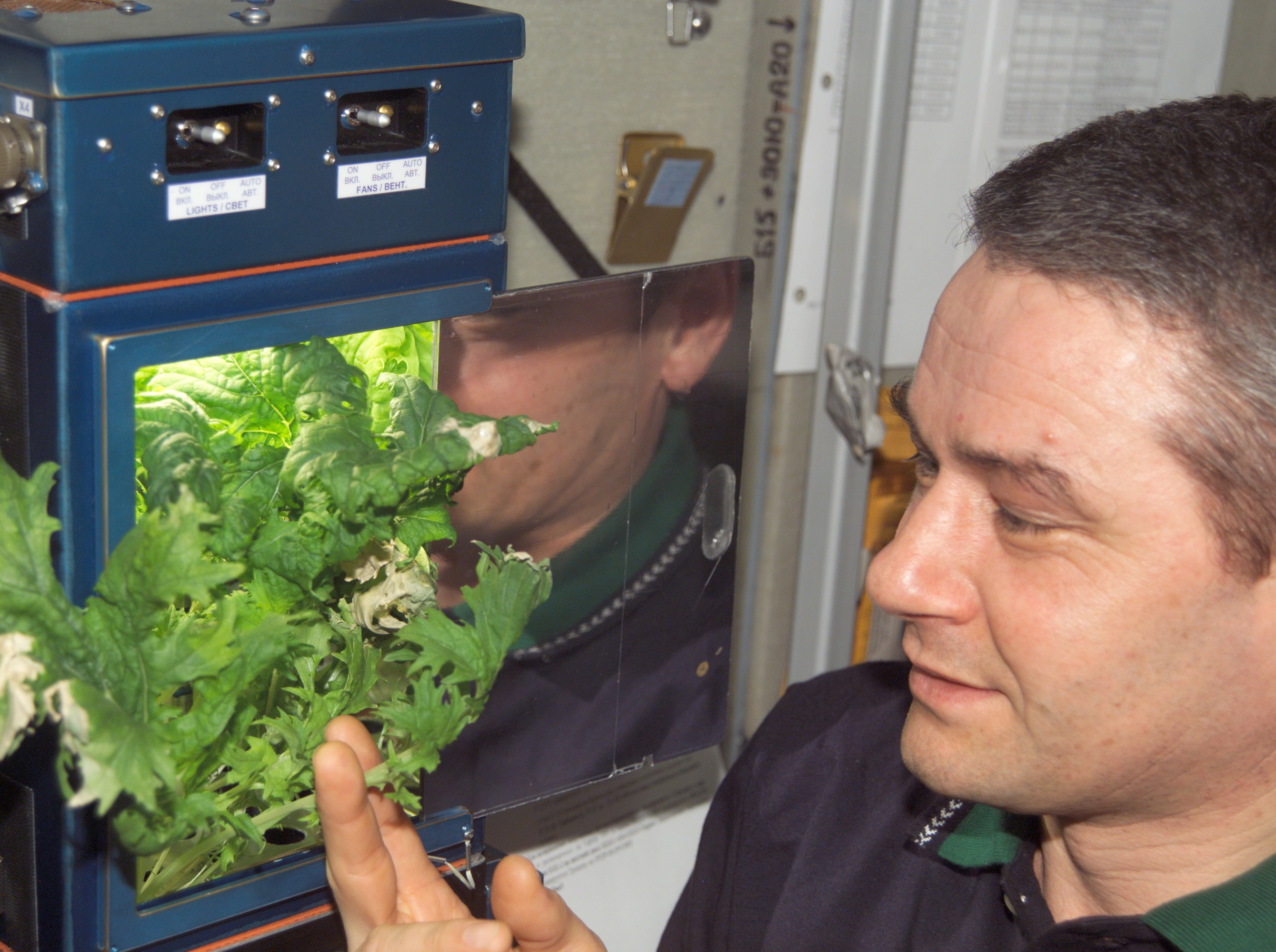
Expérience de croissance de plantes dans la station spatiale internationale

Exemples de plantes cultivées dans l'espace :
- Arabidopsis (arabette des dames)[5],[12]
- Mizuna moutarde japonaise[4]
- blé nain[3]
- Triticum aestivum cv. USU-Apogee[3]
- Brassica rapa[3]
- riz
- tulipes[12]
- Kalanchoe[12]
- Lin cultivélin[12]
- oignons, petit pois, radis, laitue, blé, ail, concombre, persil et l'aneth[12]
- laitue et basilic cannelle[13]
- tomates

Expériences :
- embarquées dans les satellites soviético-russes Bion
- à bord de Biosatellite II
- à bord de la station spatiale américaine  Skylab
  - Croissance des plantes/Phototropisme[9]
- à bord de la navette spatiale américaine
  - Unité de croissance de plante Oasis [14]
  - Signaux émis par les plantes (STS-135)[15]
  - Croissance des plantes (STS-95)[16]
- à bord de la station spatiale Mir
  - SVET[3]
  - SVET-2 [3]
- à bord de la Station spatiale internationale
  - VEGGIE[8]
  - TAGES[17]
  - BPS Biomass Production System
  - ADVASC (Advanced Astroculture)
  - ABRS de la NASA
  - PGBA Plant Generic Bioprocessing Apparatus
  - Biolab de l'ESA
  - LADA de Roscosmos
  - ECMS.